# Abbasqulu ağa Bakıxanov
Abbasqulu ağa Bakıxanov (Əmircan, 21 giugno 1794 – La Mecca, 31 maggio 1847) è stato un poeta, scrittore e traduttore azero.
Pose le basi della scienza della storiografia con la sua opera “Gülüstani-İrəm” e fu autore di poesie in lingua azera, araba e persiana con lo pseudonimo di “Gudsi”. Fu uno degli organizzatori del consiglio scientifico e letterario “Gulistan” (1835) a Quba. Negli anni 1820-1830, quando svolgeva il servizio militare nell′esercito zarista partecipò alla stipula degli accordi di Golestan (1813) e Turkmenchay (1828), come traduttore.

## Biografia

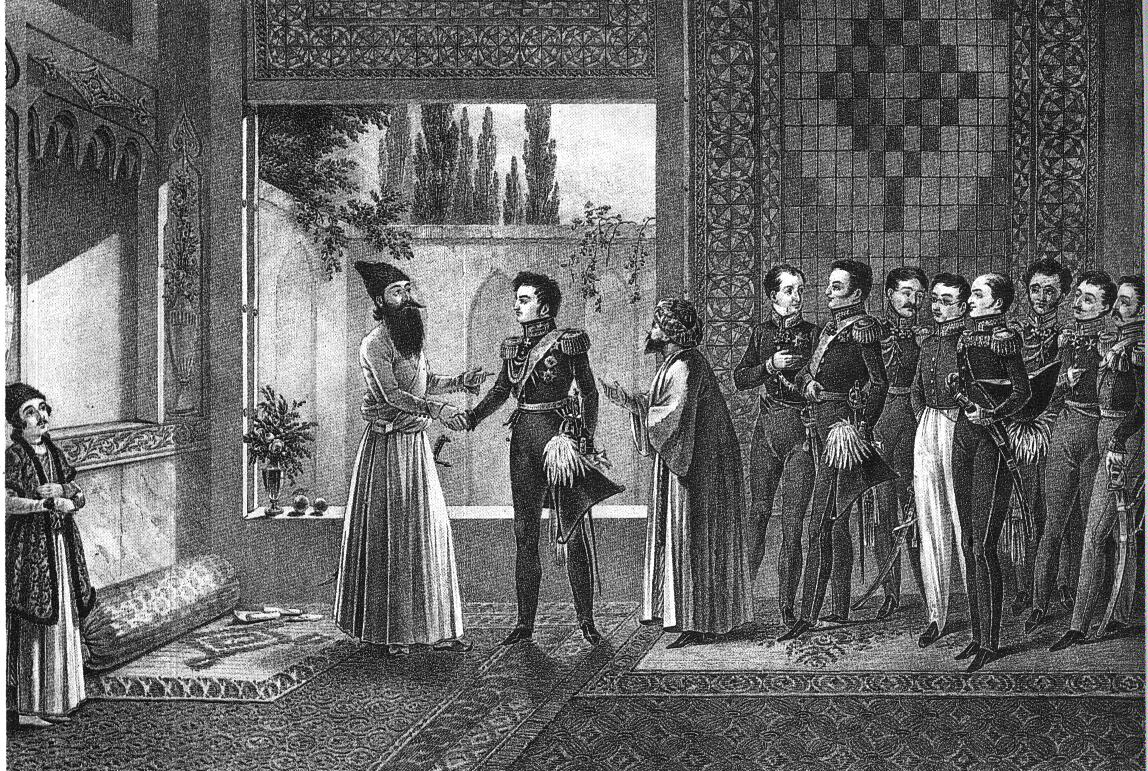
Incontro del principe di Persia Abbas Mirza con il generale Ivan Paskevic nel 1827. A. Bakıxanov era presente a questo incontro come traduttore.

Abbasqulu ağa Bakıxanov nacque in una famiglia benestante nel villaggio di Əmircan (Amirhaciyan) (nome precedente Klila) di Baku. Suo padre era Mirza Muhammad xan II, e sua madre Sofia xanum, una giorgiana, che si era convertita all’Islam. Bakıxanov fino all′età di otto anni visse a Baku, passando i primi anni dell’infanzia nei villaggi di Əmircan, Maştağa, Balaxanı di Abşeron. Nel 1802, suo padre fu sconfitto da parte del cugino Hüseynqulu xan nelle lotte per la conquista del trono e fu costretto a spostarsi nel villaggio Amsar di Quba che gli era stato donato da parte di suo zio Fətəli xan. Abbasgulu visse nel villaggio Amsar, Quba fino al 1819 dove continuò i suoi studi. Qui imparò, in modo fluente, le lingue arabo e persiano ed ebbe l'opportunità di leggere tanti libri scritti in queste lingue. Oltre alle lingue orientali studiò perfettamente la letteratura, la teologia e la filosofia.
Nel 1819 si recò a Tbilisi, su invito del generale Aleksej Petrovič Ermolov, giudice principale del Caucaso in quell'epoca, e lavorò come interprete delle lingue orientali nel Dipartimento Principale Militare del Caucaso. L’ambiente di Tbilisi, gli incontri con i poeti e intellettuali europei e russi gli crearono un′impressione durevole nella sua visione. Lì conobbe Aleksandr Sergeevič Griboedov che gli lesse la versione primaria delle sue opere. Friedrich von Bodenstedt, il poeta tedesco che viveva a Tbilisi in quel periodo, apprezzò l’attività letteraria di Abbasqulu ağa Bakıxanov nella sua opera “Mille giorni in Oriente”.
Bakıxanov fece amicizia con Aleksandr Sergeevič Griboedov, Friedrich von Bodenstedt, Fazil Khan Sheyda, Mirza Shafi Vazeh, Mirzə Fətəli Axundov e altri. Si recò in Azerbaigian del Sud nel 1827, negli anni 1833-1834 visse a Varsavia e San Pietroburgo, dove conobbe la famiglia del poeta russo Aleksandr Sergeevič Puškin. Tornando a Quba nel 1835, continuò la sua attività scientifica e letteraria e fondò il consiglio letterario “Gülüstani-İrəm”.

## Galleria d'immagini

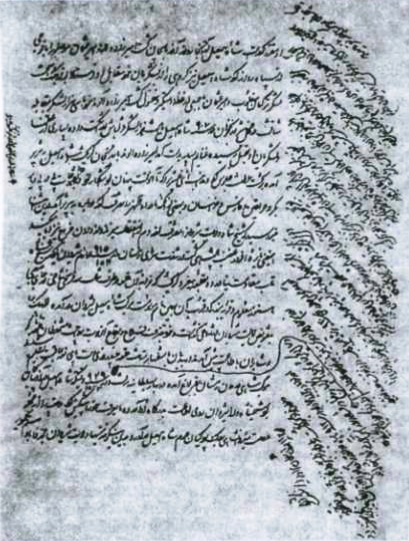
Pagina del manoscritto Gülüstani-İrəm
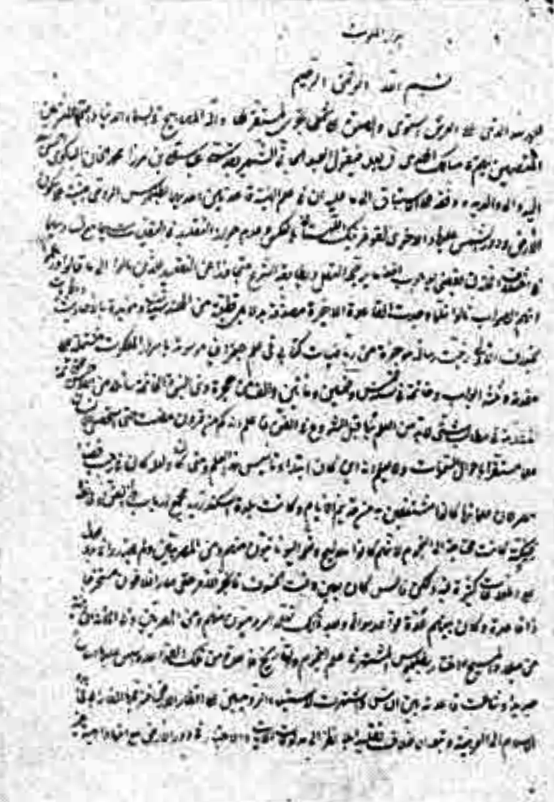
Prima pagina del manoscritto "Asrar al-Maluku" (Segreti del cielo) di Abbasqulu ağa Bakıxanov in azero.
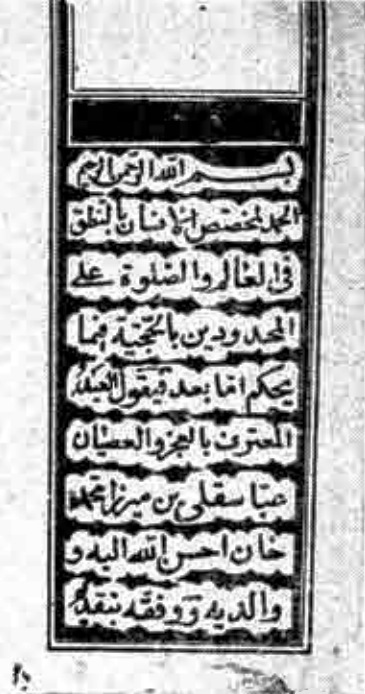
Prima pagina del manoscritto Essere di peso di Abbasqulu ağa Bakıxanov.